# Ministerstwo Finansów Czech
Ministerstwo Finansów Republiki Czeskiej (cz. Ministerstvo financí České republiky, MF ČR) – utworzone na mocy ustawy nr 2/1969 Sb. o powołaniu ministerstw i innych centralnych organów administracji państwowej Czeskiej Republiki Socjalistycznej.

## Kompetencje
Wymieniona ustawa (w § 4) określa, że do zakresu obowiązków MF należą:
- finanse państwa
- Skarb Państwa
- rynek finansowy
- giełda w ramach Komisji Papierów Wartościowych
- pobieranie podatków, opłat
- zarządzanie finansowe
- kontrola finansowa
- rachunkowość
- audyt i doradztwo podatkowe
- sprawy zagraniczne, w tym należności i zobowiązania państw zagranicznych
- ochrona inwestycji zagranicznych na loterii i innych podobnych grach
- zarządzanie własnością państwową i prywatyzacja
- ubezpieczenia i Fundusz Emerytalny
- przyznawanie dotacji
- ochrona czeskich produktów przed importem[1]

Ministerstwo Finansów wraz z Czeskim Bankiem Narodowym przygotowuje i przedkłada projekty ustaw rządowych w sprawie rynków walutowych i obiegu pieniądza oraz regulujące status i zakres organizacji i działalności Narodowego Banku Czech, z wyjątkiem nadzoru rynku finansowego, systemu płatności i wydawania pieniądza elektronicznego.
Ministerstwo Finansów zapewnia członkostwo w międzynarodowych instytucjach finansowych, takich jak: Organizacja Współpracy Gospodarczej i Rozwoju, Unia Europejska i inne międzynarodowe ugrupowania gospodarcze, jeśli to członkostwo nie jest wyłączne dla Narodowego Banku Czeskiego.
Ministerstwo Finansów koordynuje otrzymywanie finansowej pomocy zagranicznej i prowadzi dokumentację w postaci ksiąg rachunkowych państwa. Sporządza sprawozdania finansowe na mocy prawa regulującego rachunkowość.
Od 17 grudnia 2021 roku Ministrem finansów jest Zbyněk Stanjura z partii ODS.

## Lista Ministrów

### Czechy w składzie Czechosłowacji
| Lp. |  | Minister        |  | Partia | Okres urzędowania                 | Rząd                                                                                  |
| --- |  | --------------- |  | ------ | --------------------------------- | ------------------------------------------------------------------------------------- |
| 1.  |  | Leopold Lér     |  | KSČ    | 1 stycznia 1969 – 17 grudnia 1973 | Rząd Stanislava Rázla Rząd Josefa Kempnego i Josefa Korčáka Drugi rząd Josefa Korčáka |
| 2.  |  | Jaroslav Tlapák |  | KSČ    | 17 grudnia 1973 – 18 czerwca 1986 | Drugi rząd Josefa Korčáka Trzeci rząd Josefa Korčáka Czwarty rząd Josefa Korčáka      |
| 3.  |  | Jiří Nikodým    |  | KSČ    | 18 czerwca 1986 – 29 czerwca 1990 | Rząd Josefa Korčáka, Ladislava Adamca, Františka Pitry i Petra Pitharta               |
| 4.  |  | Karel Špaček    |  | OF     | 29 czerwca 1990 – 2 lipca 1992    | Rząd Petra Pitharta                                                                   |

### Czechy
| Lp. |  | Minister          |  | Partia      | Okres urzędowania                 | Rząd                                                               |
| --- |  | ----------------- |  | ----------- | --------------------------------- | ------------------------------------------------------------------ |
| 1.  |  | Ivan Kočárník     |  | ODS         | 2 lipca 1992 – 2 lipca 1997       | Pierwszy rząd Václava Klausa Drugi rząd Václava Klausa             |
| 2.  |  | Ivan Pilip        |  | ODS         | 3 lipca 1997 – 22 lipca 1998      | Drugi rząd Václava Klausa Rząd Josefa Tošovskiego                  |
| 3.  |  | Ivo Svoboda       |  | ČSSD        | 22 lipca 1998 – 20 lipca 1999     | Rząd Miloša Zemana                                                 |
| 4.  |  | Pavel Mertlík     |  | ČSSD        | 20 lipca 1999 – 12 kwietnia 2001  | Rząd Miloša Zemana                                                 |
| 5.  |  | Jiří Rusnok       |  | ČSSD        | 12 kwietnia 2001 – 15 lipca 2002  | Rząd Miloša Zemana                                                 |
| 6.  |  | Bohuslav Sobotka  |  | ČSSD        | 15 lipca 2002 – 4 września 2006   | Rząd Vladimíra Špidli Rząd Stanislava Grossa Rząd Jiříego Paroubka |
| 7.  |  | Vlastimil Tlustý  |  | ODS         | 4 września 2006 – 9 stycznia 2007 | Pierwszy rząd Mirka Topolánka                                      |
| 8.  |  | Miroslav Kalousek |  | KDU-ČSL     | 9 stycznia 2007 – 8 maja 2009     | Drugi rząd Mirka Topolánka                                         |
| 9.  |  | Eduard Janota     |  | ODS         | 8 maja 2009 – 13 lipca 2010       | Rząd Jana Fischera                                                 |
| 10. |  | Miroslav Kalousek |  | TOP 09      | 13 lipca 2010 – 10 lipca 2013     | Rząd Petra Nečasa                                                  |
| 11. |  | Jan Fischer       |  | bezpartyjny | 10 lipca 2013 – 29 stycznia 2014  | Rząd Jiříego Rusnoka                                               |
| 12. |  | Andrej Babiš      |  | ANO 2011    | 29 stycznia 2014 – 24 maja 2017   | Rząd Bohuslava Sobotki                                             |
| 13. |  | Ivan Pilný        |  | ANO 2011    | 24 maja 2017 – 13 grudnia 2017    | Rząd Bohuslava Sobotki                                             |
| 14. |  | Alena Schillerová |  | ANO 2011    | 13 grudnia 2017 – 17 grudnia 2021 | Pierwszy rząd Andreja Babiša Drugi rząd Andreja Babiša             |
| 15. |  | Zbyněk Stanjura   |  | ODS         | 17 grudnia 2021 – nadal           | Rząd Petra Fiali                                                   |